# Isola di Stenin
L'isola di Stenin (in russo Остров Стенина?) è un'isola russa che fa parte dell'arcipelago Rimskij-Korsakov; si trova nella parte occidentale del golfo di Pietro il Grande, nel mar del Giappone, nell'Estremo Oriente russo. Appartiene amministrativamente al Chasanskij rajon, del Territorio del Litorale ed è inclusa nella Riserva della biosfera marina dell'Estremo Oriente (Дальневосточный морской биосферный заповедник). Si trova 53 km a sud-ovest di Vladivostok.

## Geografia
È lunga circa 5 km e larga 0,9 km, e ha una superficie di circa 2,4 km². L'altezza massima è di 144,3 m s.l.m. La superficie dell'isola è collinosa e ricoperta di boschi di latifoglie e arbusti. Le coste dell'isola sono rocciose, scoscese e di colore rossastro, con la presenza di scogliere, e vi sono faraglioni a distanza ravvicinata.

## Storia
L'isola è stata scoperta nel 1851 da baleniere francesi e l'anno successivo è stata descritta dal brigantino Caprice della Marina francese. Nel 1854 è stata tracciata su una mappa inglese con il nome di Redcliff (che significa "scogliera rossa"), e nella sua traduzione russa Krasnyj Utes (Красный Утес) è rimasta sulle mappe russe fino al 1880. I russi hanno visitato l'isola per la prima volta nel 1854. Nel 1862-1863, tutte le isole dell'arcipelago sono state studiate in dettaglio da una spedizione guidata dall'ufficiale di marina Vasilij Matveevič Babkin. Nel 1880 ci fu una spedizione guidata da Alexei C. Stenin che diede il suo nome all'isola.